# Gare de Montbazon
Gare de Montbazon vasútállomás Franciaországban, Montbazon településen.

## Vasútvonalak
Az állomást az alábbi vasútvonalak érintik:
- Joué-lès-Tours-Châteauroux-vasútvonal

## Kapcsolódó állomások
A vasútállomáshoz az alábbi állomások vannak a legközelebb:
- Gare de la Douzillère (Gare de Tours)
- Gare de Veigné (Gare de Loches)